# فراخوان جفت‌گیری
فراخوان جفت‌گیری (به انگلیسی: mating call)، علامت شنیداری است که توسط حیوان‌ها برای جذب جفت به‌کار برده می‌شود. هم جنس نر و هم جنس ماده قادر هستند چنین صداهایی ایجاد کنند؛ اما پژوهش‌گران، بیش‌تر به صداهای تولید شده توسط نرها توجه داشته‌اند. علاوه بر این، فراخوان‌های جفت‌گیری اغلب به منظور گزینش جفت و ترجیح یک جنس بر جنس دیگر بر مبنی تحریک جنسی صورت می‌گیرد. این می‌تواند منجر به گونه‌زایی هم‌بوم در برخی از حیوان‌ها بشود؛ به این معنی که دو گونه در حالی که در یک محیط زندگی می‌کنند، به‌سبب جفت‌گیری با یکدیگر و در فرایند فرگشت، از یکدیگر جدا می‌شوند.
سازوکارهای مختلفی برای ایجاد فراخوان‌های جفت‌گیری وجود دارد که می‌توان آنها را به‌طور گسترده‌ای در صداها و آواهای مکانیکی دسته‌بندی کرد. این صداها توسط حنجره حیوان تولید می‌شوند و اغلب در گونه‌های پرندگان، پستانداران، دوزیستان و حشرات مشاهده می‌شوند. آواهای مکانیکی به هر نوع صدای دیگر گفته می‌شود که حیوان با استفاده از دیگر اعضای بدن یا ابزارهای منحصر به فرد برای ارتباط با جفت‌های بالقوه تولید می‌کند. به عنوان مثال می‌توان به جیرجیرک‌هایی اشاره کرد که بال‌هایشان را می‌لرزانند یا پرندگانی که پرهایشان را به‌هم می‌زنند یا قورباغه‌هایی که به جای ریه‌ها از کیسه هوا استفاده می‌کنند.

## آواها

### پرندگان

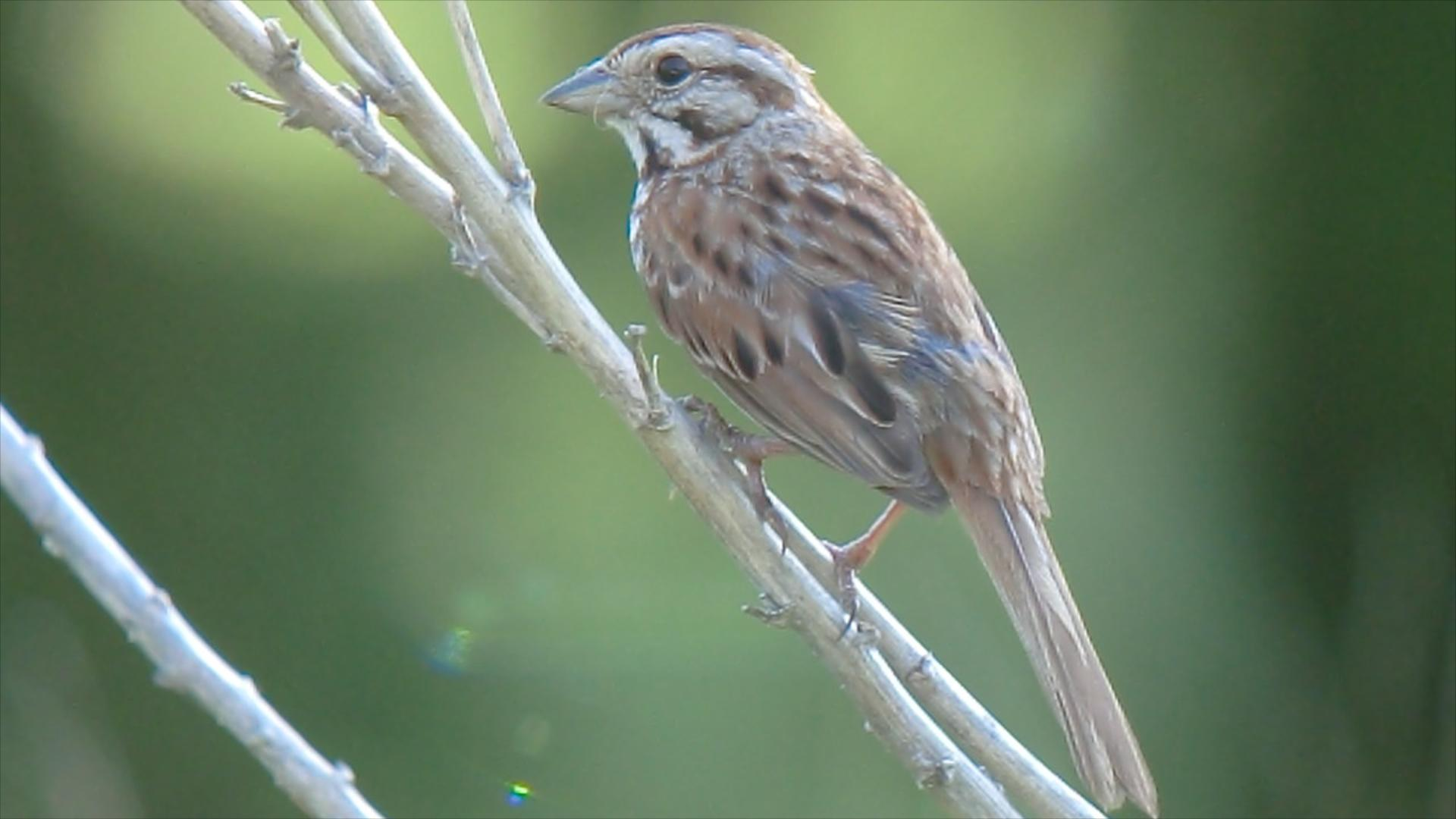
گنجشک آوازخوان

بهره‌گیری از آواز در گونه‌های پرندگان گسترده و اغلب برای جلب جفت است. جنبه‌ها و ویژگی‌های مختلف آواز پرندگان مانند ساختار، دامنه و بسامد در نتیجه گزینش جنسی فرگشت یافته‌است.
بیش‌تر پرندگان ماده رپرتوارهای آوازهای طولانی را ترجیح می‌دهند. یک فرضیه برای این امر این است که رپرتوار آواز با اندازه هسته کنترل آهنگ مغز در پرندگان (HVC) ارتباط مثبت دارد. آچ‌وی‌سی بزرگ نشان دهنده موفقیت در رشد است. در گنجشک‌های آوازخوان، نرهای با رپرتوارهای بزرگ، دارای اچ‌وی‌سی بزرگتر، وضعیت بدن بهتر و نسبت هتروفیل به لنفوسیت پایین‌تری بودند که این نشان‌دهنده ایمنی بدنی بالاتر است. این مطلب نشان‌گر این است که گنجشک‌های آوازخوان با رپرتوارهای آواز بزرگ از تناسب اندام بیشتری در طول زندگی برخوردار هستند و این‌که رپرتوارهای آواز شاخصی صادق برای سنجش «کیفیت» نر هستند. یک توضیح احتمالی برای این سازگاری می‌تواند این باشد که چنین سازگاری برای جنس ماده مزایای مستقیم مانند مراقبت والدینی بهتر یا دفاع بهتر از قلمرو، و مزایای غیرمستقیم مانند دستیابی به ژن‌های خوب برای فرزندان آن‌ها دربردارد.
آوازهای سسک‌های بیشه ژاپنی که در جزایر این کشور زندگی می‌کنند، در مقایسه با سسک‌های بیشه که در سرزمین اصلی زندگی می‌کنند، دارای ساختار صوتی بسیار ساده ای هستند. پیچیدگی آواز با سطح بالاتری از گزینش جنسی در جمعیت سرزمین اصلی در ارتباط است و این نشان می‌دهد که ساختار آواز پیچیده‌تر در یک محیط با سطح بالایی از گزینش جنسی، سودمند است. یک مثال دیگر پری‌گنجشک کاکل‌ارغوانی است که نرهای بزرگ‌تر در این گونه، آوازهای آگهی‌دهنده را با بسامد کمتری نسبت به نرهای رقیب کوچکتر تولید می‌کنند. از آنجا که اندازه بدن از ویژگی‌های سلامتی است، آواهای با بسامد پایین گونه‌ای پیام رسانی صادقانه است. همبستگی منفی بین اندازه بدن و فراوانی آواز در گونه‌های مختلف درون گونه‌ها مشاهده می‌شود. در گنجشک صخره، بسامد آواز با موفقیت تولید مثل رابطه مثبت دارد. آهنگ آهسته‌تر با سن مرتبط است و توسط ماده‌ها ترجیح داده می‌شود. وضعیت تولید مثل پرنده از طریق بالاترین بیشینه بسامد اطلاع‌رسانی می‌شود. همچنین میان سن و فراوانی تلفیق جفت اضافی همبستگی مثبت وجود دارد.

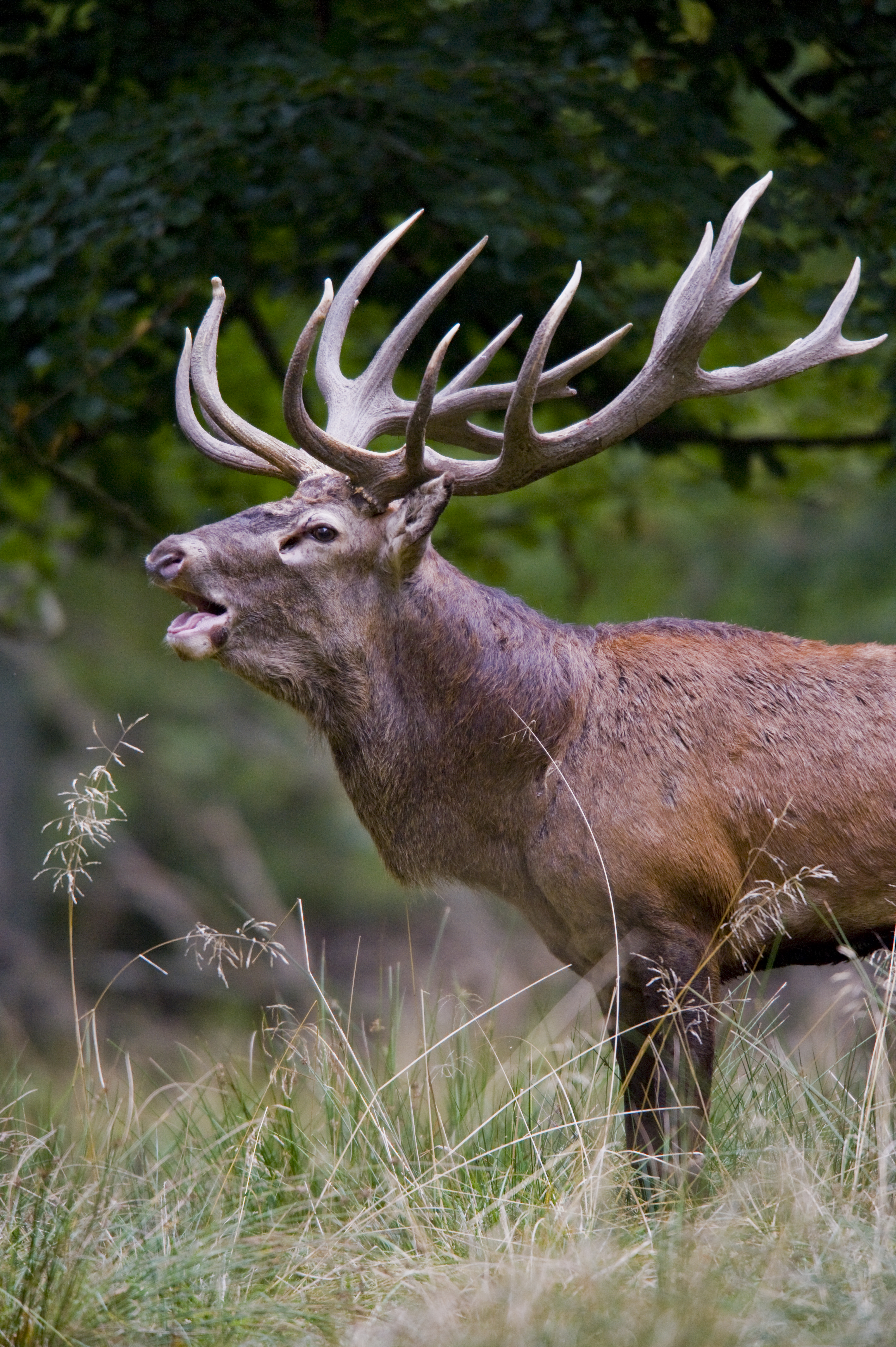
گوزن قرمز نر در هنگام فحل‌شدگی

همچنین در چندین گونه از پرندگان تک همسر مشاهده شده که این فراخوان‌ها حتی پس از جفت‌یابی نیز ادامه می‌یابند. در یک گروه آزمایشی فنچ راه‌راه، مشاهده شد که آوازخوانی توسط پرنده نر پس از جفت‌گیری نیز افزایش یافت. این افزایش قصد تولید مثل شریک جنسی پرنده رابطه مثبت دارد. فنچ‌های ماده هنگامی که با یک نر با صدای آوازخوانی بالا جفت‌گیری می‌کنند، تخم‌های بزرگتر با زرده بیشتری تولید می‌کنند. این نشان می‌دهد که میزان نسبی تولید آوا در نرها ممکن است به جای جلب ماده‌های خارج از جفت، برای تحریک شریک جنسی آنان نیز مفید باشد.

### پستانداران
در طول فصل تولید مثل، پستانداران با جنس مخالف تماس جنسی برقرار می‌کنند. کوالاهای نر که بزرگتر هستند صدایی متفاوت از کوالاهای کوچکتر ایجاد می‌کنند. به اصطلاح به نرهای بزرگتری که به‌طور معمول به دنبال ماده‌ها می‌آیند آژیرکش می‌گویند. ماده‌ها به سبب مزایای غیرمستقیم همچون ارگان‌های بدنی بزرگ‌تر، که فرزندان آنها می‌توانند از آژیرکش‌ها به ارث ببرند، آن‌ها را برای جفت‌گیری برمی‌گزینند. غیر آژیرکش‌ها و ماده‌ها از نظر توده بدنی متفاوت نیستند و قادرند با فریاد زدن یا ضربه زدن به یک نر، او را از خود برانند. رقابت نر با نر به ندرت در کوالاها مشاهده می‌شود. علامت‌دهی صوتی گونه‌ای تماس است که می‌تواند از فاصله قابل توجهی برای رمزگذاری موقعیت، شرایط و هویت موجود زنده استفاده شود. خفاش‌های بالدار سک، علامت‌دهی صوتی را که به گونه‌ای آهنگین تعبیر می‌شود، از خود ایجاد می‌کنند. ماده‌ها با شنیدن این آواهای آهنگین که «سوت» نامیده می‌شوند، نرها را صدا می‌کنند تا با صدای جیغ ویژه خودشان تولید مثل کنند. این عمل «فراخوان جنسی» نامیده می‌شود. گوزن قرمز و کفتارهای خال‌دار به همراه سایر پستانداران نیز علامت‌دهی صوتی را انجام می‌دهند.

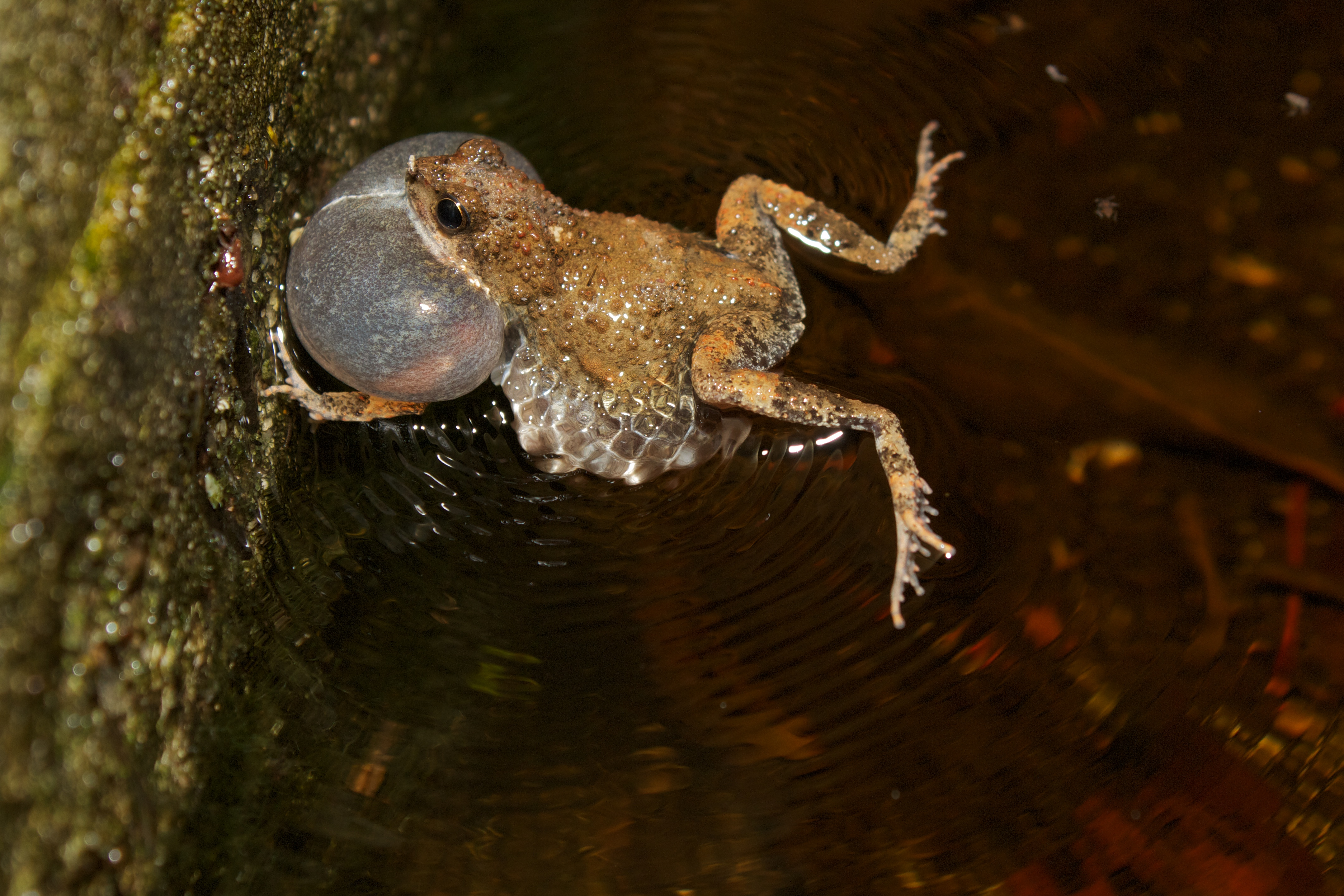
قورباغه تونگارا

### دوزیستان
بیش‌تر قورباغه‌ها از کیسه هوا که در زیر دهان آنها قرار دارد برای ایجاد فراخوان جفت‌گیری استفاده می‌کنند. هوا از ریه‌ها به داخل کیسه هوا می‌رود تا آن را باد کند و کیسه هوا بزرگ شده تا فراخوان جفت‌گیری انجام شود. حنجره در نرها بزرگتر و رشد یافته‌تر است و این باعث می‌شود صدای آنها بلندتر و قوی تر شود.
در قورباغه تونگارا، نرها از یک صدای شبیه شیهه اسب استفاده می‌کنند و پس از آن تا هفت بار صدای نچ‌نچ درمی‌آورند. نرهایی که صدای شیهه‌وار دارند، در جذب ماده‌ها موفق تر از نرهایی هستند که صدای آنها شبیه ناله است. توانایی تولید صدای نچ‌نچ به دلیل توده الیافی خاصی است که به چین‌های صوتی قورباغه متصل است و صدایی غیرمعمول شبیه آهنگ‌های دو صدایی موجود در برخی پرندگان ایجاد می‌کند.
در وزغ معمولی، رقابت جنسی تا حد زیادی با درگیری صورت می‌گیرد. نرهای موفق اغلب، دیگر نرها را از نظر جسمی از پشت یک ماده جابجا می‌کنند تا خود به جفت‌گیری با آن ماده بپردازند. نرهای بزرگ‌تر در انجام این عمل تصرفی موفق‌تر هستند و در نتیجه موفقیت باروری بالاتری دارند. صدای این وزغ‌ها یک علامت قابل اعتماد از اندازه بدن و در نتیجه توانایی مبارزه را فراهم می‌کند و این اجازه می‌دهد رقابت برای تصاحب ماده‌ها بدون خطر آسیب دیدگی حل شود.

### حشرات
در حالی که فراخوان جفت‌گیری در حشراتی چون جیرجیرک‌ها، معمولاً به شکل مکانیکی صورت می‌پذیرد، چندین گونه از حشرات از صدای بلند برای جلب جفت استفاده می‌کنند. در گونه‌ای حشره آسیایی معروف به سوراخ‌کننده ذرت، نرها صداهای کلیک‌وار ساطع می‌کنند که تقلیدی است از خفاش‌های شکارچی پروانه. حشره ماده با شنید این صدا به اصطلاح دچار «یخ‌زدگی» شده که این به جفت نر اجازه می‌دهد با او جفت‌گیری کند.
در شاه‌پرک ژاپنی، ماده قادر است بین صداهای تولید شده توسط نرها و صدای خفاش‌ها و سایر شکارچیان تفاوت قائل شود. در نتیجه نرها از کلیک فراآوایی به عنوان یک علامت شناخته‌شده‌تر برای جفت‌گیری استفاده می‌کنند. این در حالی است که حشره سوراخ‌کننده ذرت آسیایی با گونه ای آوازخوانی «فریبنده» اقدام به جفت‌یابی می‌کند.

## فراخوان مکانیکی
فراخوان‌های مکانیکی نیز از راه فرایندهای مکانیکی شکل می‌گیرند. حیواناتی که قادر به ساطع کردن آوا نیستند، ممکن است از بدن خود برای جلب جفت استفاده کنند.

### جیرجیرک‌ها
در جیرجیرک مزرعه، نرها بالهای خود را به هم می‌مالند و یک صدای چهچهه‌مانند سریع تولید می‌کنند. نرها از نظر طول دوره چهچهه‌زدن با یکدیگر تفاوت دارند. طول چهچهه هر نر وراثتی است و به نسل آینده او منتقل می‌شود. همچنین، ماده‌ها ترجیح می‌دهند با نرهایی که چهچهه‌زنی طولانی‌تر دارند، جفت‌گیری کنند. نتیجه نهایی این است که نرهای با چهچهه طولانی‌تر، فرزندان بیشتری نسبت به نرهای با طول چهچهه کوتاه‌تر تولید می‌کنند.
از دیگر کاراهایی که در شکل‌گیری این طول چهچهه‌زنی تأثیر می‌گذارند، دما و شکار است. در جیرجیرک‌های مزرعه‌ای، نرها، مکان‌های گرمتر را برای جفت‌گیری ترجیح می‌دهند. این را می‌توان با افزایش فراخوان‌های جفت‌گیری نرها هنگام زندگی در آب و هوای گرمتر مشاهده کرد. شکارشدن همچنین بر فراخوان‌های جفت‌گیری جیرجیرک‌های مزرعه تأثیر می‌گذارد. وقتی در یک محیط بالقوه خطرناک قرار می‌گیرند، نرها با پی بردن به وجود احتمالی یک شکارچی، برای مدت زمان طولانی فراخوان جفت‌گیری را قطع می‌کنند. این نشان می‌دهد که بین شدت فراخوان جفت‌گیری و خطر شکار شدن رابطه وجود دارد.

### صدادرآوری
همان‌طور که در صدادرآوری توضیح داده شده‌است، «اصطلاح صدادرآوری به عنوان تولید عمدی صداها، نه از گلو، بلکه بیشتر از اندام‌هایی مانند نوک، بال، دم، پرها یا با بهره‌گیری از هر ابزار دیگری توصیف شده‌است». در چندین گونه از دوزیستان و ماهی‌ها، از ساختارهای ویژه دیگری برای تولید آواهای مختلف برای جلب جفت بهره برده می‌شود. پرندگان بیش‌تر از دیگران از صدادرآوری برای یافتن جفت بهره می‌گیرند. با این حال، همان‌طور که گفته شد، مشاهده شده که چندین گونه از دوزیستان و ماهی‌ها نیز از صدادرآوری به منظور جفت‌یابی بهره می‌گیرند. به‌طور کلی، صدادرآوری یکی از کاراهایی است که نشانگر چگونگی گزینش جفت از سوی ماده‌ها است. ویژگیهای دیگری نیز در گزینش جفت توسط ماده‌ها نقش دارند که از ان جمله می‌توان به توانایی نر در دفاع از قلمرو یا جفت اشاره کرد.
همان‌طور که در زیر توضیح داده شده‌است، هر گونه از باشندگان برای موفقیت در جذب جفت از یک روش منحصر به فر برای تولید فراخوان جفت‌گیری غیر آوازی استفاده می‌کند. مثالهای زیر متداولترین نمونه‌های موجود در پژوهش‌های صورت گرفته را نشان می‌دهند. باید توجه داشت که ممکن است نمونه‌های بیشتری در طبیعت وجود داشته باشند که هنوز در حال حاضر برای دانشمندان ناشناخته هستند.

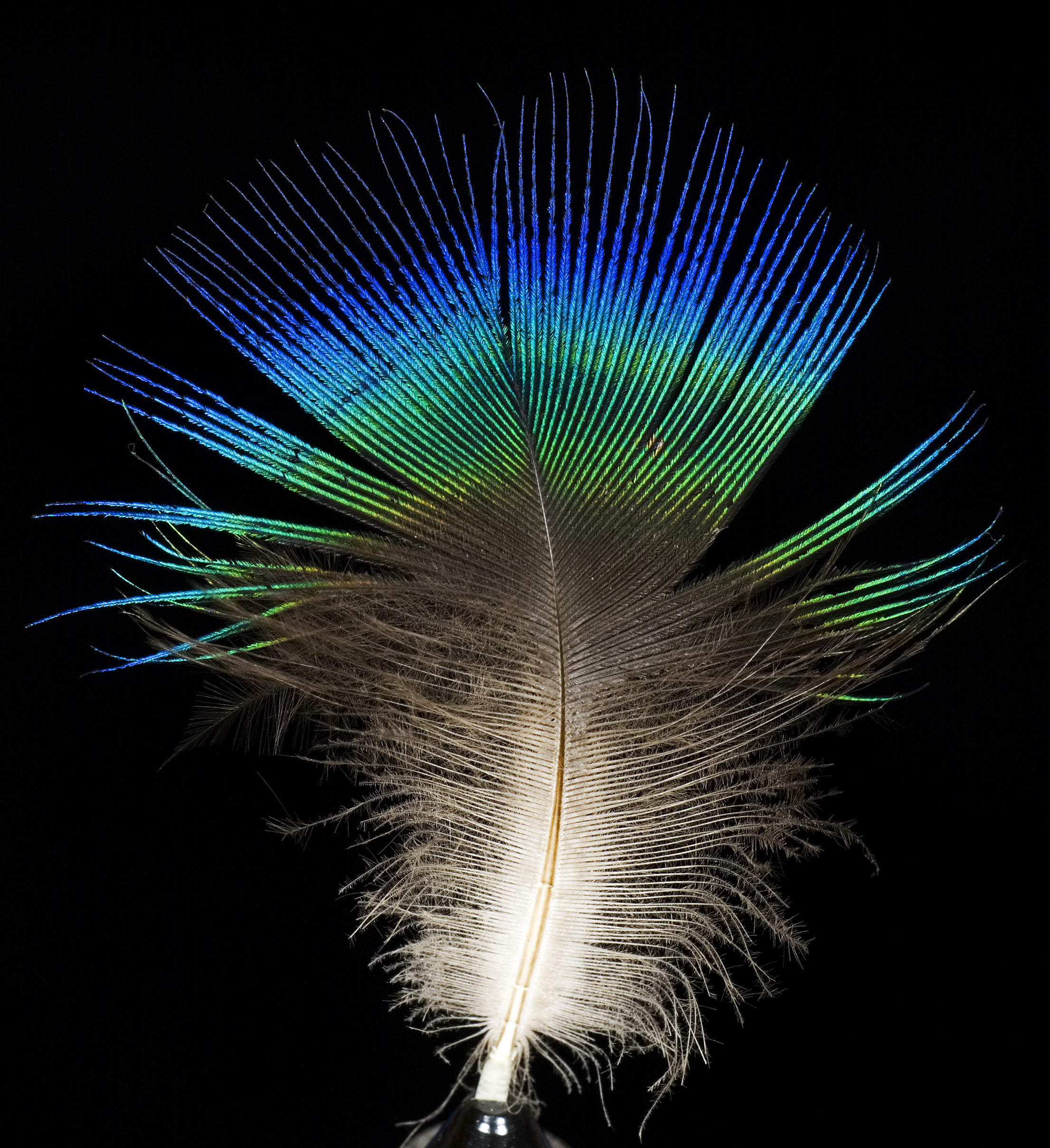
پر گونه نر پاوو کریستاتوس (مرغ دریایی هندی). این پرها در صوتی برای ایجاد آواهای فراصوتی با هدف جفت‌یابی استفاده می‌شوند.

#### پرندگان
پرها، منقار، پا و ابزارهای مختلف همه توسط گونه‌های مختلف پرندگان برای تولید فراخوان‌های جفت‌گیری برای جلب جفت استفاده می‌شوند. به عنوان مثال، دنگ‌پا از پرهای خود برای تولید صدایی شبیه طبل‌زدن برای جلب جفت در هنگام رقص ویژه جفت‌یابی استفاده می‌کند. دنگ‌پا از پرهای دم مخصوص خود برای ایجاد صدایی که به عنوان صدای «جغجغه» یا «ضربان» توصیف شده استفاده می‌کند. کاکادوهای نخل از چوب برای ایجاد صدای طبل‌زنی بر روی درختان توخالی استفاده می‌کنند و برای جلب توجه ماده‌ها، صدای بلندی ایجاد می‌کنند. هوبره‌ها پرندگان بزرگ و اغلب، زمینی هستند که در هنگام نمایش جفت‌یابی برای جلب جفت پای خود را بر زمین می‌کوبند. چکاوک بال‌کوب دماغه که معمولاً به آن لارک دست‌افشان گفته می‌شود، یک پرواز نمایشی پیچیده اجرا می‌کند که مشخصه آن جغجغه بالها است.
بسیاری از گونه‌های پرندگان، مانند ماناکین‌ها و مرغ‌های مگس، از آوا برای فراخوان جفت استفاده می‌کنند. با این حال، طاووس‌ها صوتی دارند که نشانگر ویژگی‌های درون جنسی و بین جنسی این گونه است. نرها، پرهای خود را برای صدادرآوری با بسامد پایین یا فروصوت، استفاده کرده و هرچه بیش‌تر از دیگر نرها صدا بشنوند، بیش‌تر اقدام به صدادرآوری می‌کنند. این امر ناشی از تمایل نرها برای تبلیغ حضور خود بیش از نرهای دیگر است که به دنبال ماده‌ها هستند. این نشان می‌دهد که صدادرآوری عملکردی درون‌جنسی دارد. علاوه بر این، ماده‌ها هنگام شنیدن علامت‌های صدادرآوری که توسط بال زدن نرها ایجاد می‌شود، هوشیاری بیشتری نشان می‌دهند. این نشان می‌دهد چگونه جفت‌ها از دو صدا برای تعامل با یکدیگر بهره می‌گیرند.

#### ماهی‌ها
در حالی که بیش‌تر گونه‌های پرندگان از پرها، ابزارها یا پاهایشان برای تولید صدا و جلب جفت استفاده می‌کنند، بسیاری از گونه‌های ماهی از اندام‌های داخلی ویژه ای برای ایجاد آوا زیر آب بهره می‌گیرند. در روغن‌ماهی، عضلات ویژه متصل به کیسه شنا در تولید صداهای کوبیدن یا غرغره کردن برای جلب جفت کمک می‌کنند.

#### لپیدوپترا
در بسیاری از گونه‌های لِپیدوپتِرا ازفراخوان جفت‌گیری فروصوت برای جذب ماده‌ها و بی حرکت نگه داشتن آنها در هنگام جفت‌گیری استفاده می‌شود. این پالس‌های صوتی به‌طور متوسط در بسامد ۴۰ کیلوهرتز تولید می‌شوند.

## گونه‌زایی به‌سبب تفاوت فراخوان جفت‌گیری
تفاوت در فراخوان‌های جفت‌گیری می‌تواند منجر به جدایی جمعیت‌های مختلف در یک گونه شود. این اختلافات می‌تواند به چندین عامل از جمله اندازه بدن، دما و سایر عوامل زیست‌بومی مربوط باشد. این موارد می‌توانند به صورت تغییرات آوایی، زمانی یا رفتاری در فراخوان‌های جفت‌گیری بوجود آیند که متعاقباً منجر به جدایی جمعیتی شود. جداسازی این جمعیت‌ها به دلیل تفاوت در فراخوان‌های جفت‌گیری و ترجیحات مرتبط با آن می‌تواند منجر به تکامل و ایجاد گونه‌های جدید و منحصر به فرد شود.
این نوع گونه‌زایی غالباً به شکل هم‌بوم صورت می‌پذیرد؛ بدین معنی که دو یا چند گونه از یک گونه والد موجود ایجاد می‌شود که همه در یک موقعیت جغرافیایی یکسان زندگی می‌کنند. اگرچه تحقیق کافی در مورد پستانداران و پرندگان انجام نشده، اما این پدیده در چندین گونه قورباغه در سراسر جهان بسیار مورد تحقیق قرار گرفته‌است. مثالهای زیر به دلیل تفاوت فراخوان جفت‌گیری در چندین گونه قورباغه در سراسر جهان، نشان‌دهنده گونه‌زایی هم‌بوم در این موجود است. این گونه‌های مجزا آورده می‌شوند زیرا در بیش‌تر پژوهش‌های فعلی مورد توجه قرار گرفته‌اند.

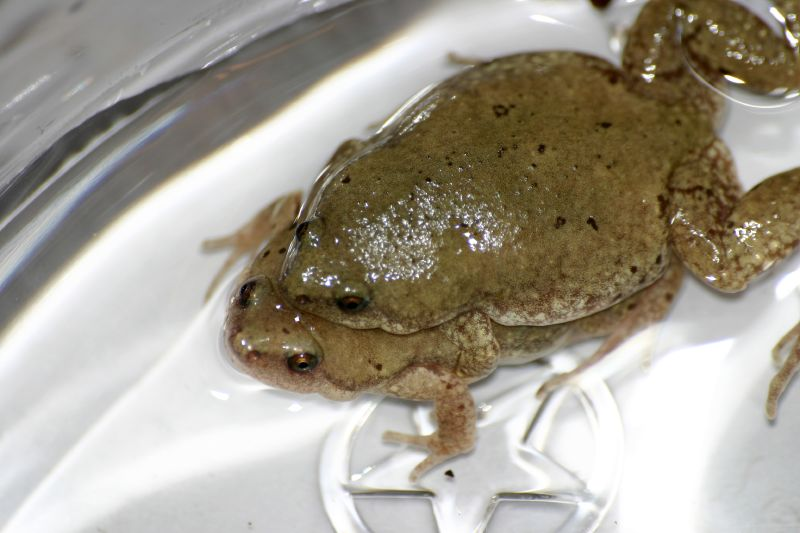
دو میکروهیلا اولیواسی در حال جفت‌گیری

### میکروهیلا اولیواسی ومیکروهیلا کارولینسیس
این دو گونه قورباغه دهان باریک در جنوب ایالات متحده زندگی می‌کنند و در تگزاس و اوکلاهما محدوده همپوشانی دارند. محققان کشف کرده‌اند که این دو گونه مختلف بسامد فراخوان‌های خود را در دامنه منطقه همپوشانی، عمداً تغییر می‌دهد. به عنوان مثال، فراخوان جفت‌گیری میکروهیلا اولیواسی دارای بسامد نقطه میانی در منطقه همپوشانی نسبت به فراخوان خارج از این منطقه است. این امر محققان را به این نظر سوق می‌دهد که تفاوت در فراخوان جفت‌گیری در منطقه همپوشانی اولیواسی و کارولیننسیس به عنوان سازوکار جداسازی بین دو گونه عمل می‌کند. پژوهش‌گران همچنین فرض می‌کنند که تکامل این تفاوت‌ها در فراخوان جفت‌گیری منجر به جدا شدن این دو گونه مختلف قورباغه از یک گونه مشترک شده‌است.

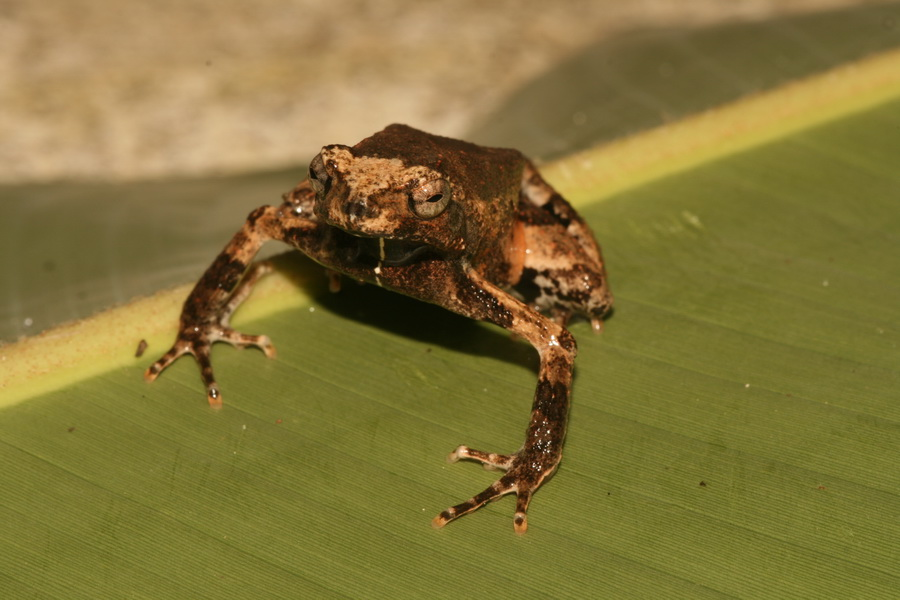
انگیستومپوس پترسی

### انگیستومپوس پترسی
ترجیحات ماده‌ها برای فراخوان‌های خاص جفت‌گیری نرها می‌تواند منجر به گزینش جنسی خاص در هنگام جفت‌یابی شود. ماده‌ها ممکن است نوع خاصی از فراخوان‌ها را تریجح بدهند که برخی نرها دارند و در نتیجه، تنها آن نرهای به‌ویژه می‌توانند با آن ماده‌ها جفت شوند و ژن‌های خود را منتقل کنند. این اولویت ماده ممکن است منجر به واگرایی دو گونه شود.
در قورباغه‌های آمازون، گزینش جنسی برای فراخوان‌های مختلف منجر به انزوای تولید مثل و گونه‌زایی قورباغه تونگارا یا انگیستومپوس پترسی شده‌است. از راه تجزیه و تحلیل ژنتیکی و فراخوان‌های جفت‌گیری، محققان توانستند تشخیص دهند که دو جمعیت قورباغه تونگارا تقریباً کاملاً از نظر تولیدمثلی جدا شده‌اند. دانشمندان بر پایه این پژوهش‌ها بر این باورند که تفاوت در ترجیحات ماده در نوع فراخوان جفت‌گیری، منجر به تکامل این روند هم‌بوم‌زایی شده‌است. به‌طور خاص، ماده‌ها در جمعیت یاسونی فراخوان جفت‌گیری نرهایی را که شامل ناله است، ترجیح می‌دهند. این در حالی است که جمعیت دیگر این ناله را ترجیح نمی‌دهند. متعاقباً، نرهای یاسونی در فراخوان خود نال می‌کنند و این در حالی است که نرهای دیگر جمعیت‌ها این کار را نمی‌کنند. به همین دلیل، اختلاف در فراخوان باعث جدا شدن مکانیکی این گونه شده‌است.

### سوداکریس تریسریاتا

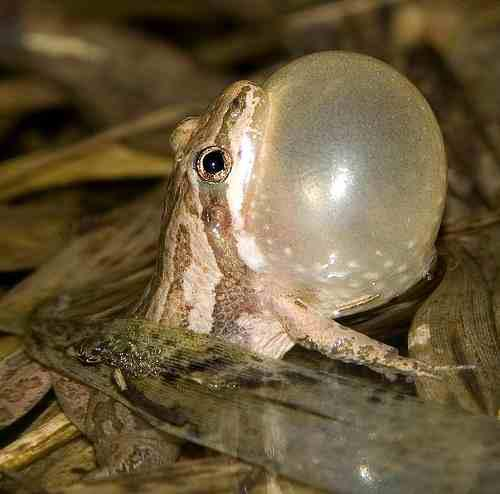
قورباغه کوروس که در حال فراخوانی برای جفت‌گیری ست.

مطالعات متعددی نشان داده‌است که گونه سوداکریس تریسریاتا (قورباغه کروس) را می‌توان به دو زیرگونه پی. تی. ماکولاتا و پی. تی. تریسریاتا تقسیم کرد. این امر به دلیل گونه‌زایی ناشی از اختلاف فراخوان‌های جفت‌گیری پدید آمده‌است. قورباغه کوروس در طیف وسیع جغرافیایی زندگی می‌کند؛ از نیومکزیکو گرفته تا جنوب کانادا. این دو زیرگونه از داکوتای جنوبی تا اوکلاهما با هم تداخل دارند. در این محدوده همپوشانی، هم مدت فراخوان‌ها و هم تعداد فراخوان‌ها در هر ثانیه برای هر گونه بسیار متفاوت از خارج از این محدوده است. این بدان معنی است که فراخوان‌های این دو زیرگونه در خارج از این محدوده شباهت بیشتری دارند و در محدوده کاملاً متفاوت هستند. به همین دلیل، دانشمندان معتقدند که این زیرگونه‌ها بر اثر تفاوت در نوع فراخوان جفت‌گیری تکامل یافته‌اند. علاوه بر این، این زیرگونه‌ها به ندرت دارای فرزندان ترکیبی هستند و بیشتر نشان داده شده که به دلیل تفاوت فراخوان جفت‌گیری، یک گونه کاملاً مزا به وجود آمده‌است. تفاوت در فراخوان‌های جفت‌گیری نیز به تقویت روند گونه‌زایی کمک می‌کند.